# Freda Hurt
Pour les articles homonymes, voir Hurt.
Freda Hurt, pseudonyme de Mary Elizabeth Hurt, née le 14 juin 1911 à Bromley, dans le Kent, et morte en 1999 dans la même ville, devenue entre-temps un district du Grand Londres, est un écrivain britannique, auteur de roman policier et d’ouvrages de littérature d'enfance et de jeunesse. Les éditions originales anglaises de ses œuvres porte le nom Freda Mary Hurt, mais ses éditeurs français ont choisi la signature Freda Hurt.

## Biographie
Infirmière-chef d’un département hospitalier pour enfants, elle décide de se lancer au début des années 1950 dans l’écriture de littérature d’enfance et de jeunesse.
En 1953, elle crée le détective M. Twink, un chat noir aux remarquables yeux bleus qui lui viennent de ses ancêtres siamois.  Ce félin limier habite avec un poète et assiste le sergent Boffer, un chien collie, qui aide le policier du village, son maître, à résoudre des énigmes policières.  Illustrée par Nina Scott Langlay, la série obtient un succès immédiat.  En marge, Freda Hurt fait paraître plusieurs autres romans jeunesse et le cycle des aventures du jeune Andy.
À partir de 1959, elle donne un premier roman policier pour adultes, The Body at Busman’s Hollow, où apparaît l’inspecteur Herbert Broom, héros récurrent de quinze autres enquêtes standards.

## Œuvre

### Romans

#### SérieInspecteur Herbert Broom
- The Body at Busman’s Hollow (1959)
- Death by Bequest (1960)
- Sweet Death (1961)
- Acquainted with Murder (1962)
- Death and the Bridegroom (1963)
- Cold and Unhonoured (1964) Publié en français sous le titre Par un froid violent, Paris, Éditions mondiales, coll. Intimité no 303, 1971
- Death and the Dark Daughter (1966)
- A Cause for Malice (1966)
- So Dark a Shadow (1967)
- Seven Years Secret (1968)
- Death in the Mist (1969) Publié en français sous le titre La Fille aux bottes blanches, Paris, Librairie des Champs-Élysées, Le Masque no 1172, 1971
- A Witch at the Funeral (1970)
- Dangerous Visit (1971) Publié en français sous le titre La Dame en gris, Paris, Librairie des Champs-Élysées, coll. Le Masque no 1205, 1972 ; réédition, Paris, Librairie des Champs-Élysées, Le Club des Masques no 394, 1980
- Dark Design (1972)
- Return to Terror (1974)
- Fatal Fortune (1975)

### Littérature d’enfance et de jeunesse

#### SérieMr. Twink
- Clever Mr. Twink (1953)
- Mr. Twin Takes Charge (1954)
- Mr. Twin Finds Out (1956)
- Mr. Twin, Detective (1957)
- Mr. Twin & the Kitten Mystery (1958)
- Mr. Twin & the Pirates (1959)
- Mr. Twin & the Jungle Garden (1960)
- Mr. Twin Finds a Family (1961)
- Mr. Twin & the Cat Thief (1962)

#### SérieAndy
- Andy in Trouble (1953)
- Andy Takes the Lead (1955)
- Andy Gets the Blame (1956)
- Andy in Danger (1957)
- Andy Keeps a Secret (1958)
- Andy Goes Abroad (1960)
- Andy and Her Twin (1963)
- Andy Meets a Hero (1964)
- Andy Goes Abroad (1965)
- Andy Finds a Way (1965)

#### SérieBenny
- Benny and the Dolphin (1968)
- Benny and the Space Boy (1970)

#### Autres romans
- Fun Next Door (1954)
- Two to Make Friends (1955)
- Norgy in Littleland (1955)
- The Weather Imperator, and The King of Nowhere (1955), deux courts romans
- The Exciting Summer (1956)
- The Wonderful Birthday (1957)
- Intruders at Pinetops (1958)
- Thirteen for Luck (1958)
- The Caravan Cat (1963)
- Crab Island (1965)
- Mike Makes Friends (1966)

### Théâtre
- Morning in Bethlehem: a play of the Nativity for Child Players (1953)

## Sources
- Jacques Baudou et Jean-Jacques Schleret, Le Vrai Visage du Masque, vol. 1, Paris, Futuropolis, 1984, 476 p. (OCLC 311506692), p. 254.